# Craibia zimmermannii
Craibia zimmermannii är en ärtväxtart som först beskrevs av Hermann August Theodor Harms, och fick sitt nu gällande namn av Stephen Troyte Dunn. Craibia zimmermannii ingår i släktet Craibia, och familjen ärtväxter. Inga underarter finns listade i Catalogue of Life.

## Bildgalleri

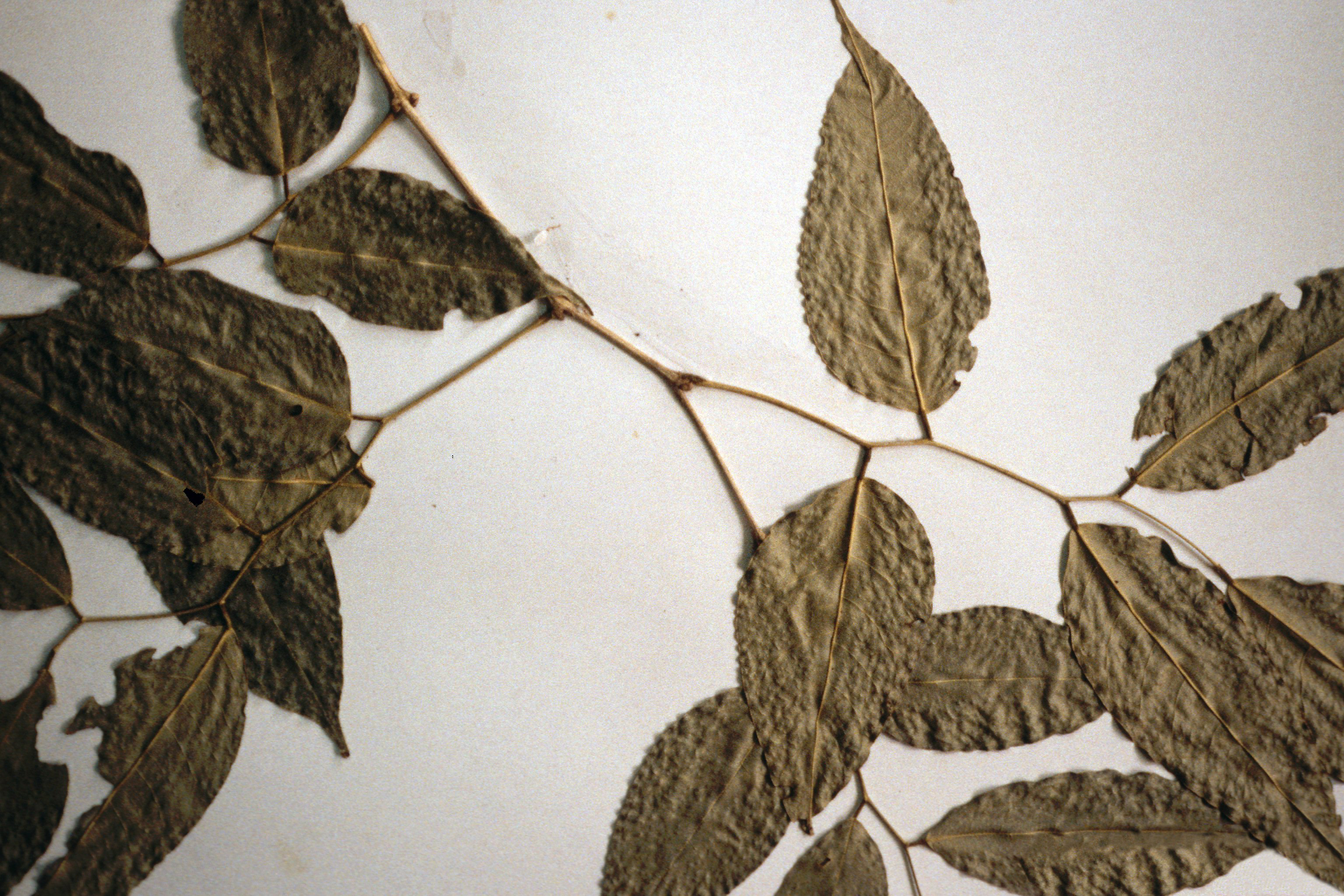